# The Island (Salmo)
The Island è un singolo del rapper italiano Salmo, pubblicato il 17 settembre 2013 dalla Tanta Roba.

## Descrizione
Il brano ha visto la partecipazione dei rapper italiani El Raton e Enigma, oltre a DJ Slait che ne ha curato la produzione insieme a Salmo. Il testo è un «omaggio distorto» alla Sardegna, regione d'origine dei tre rapper, ostendandone i pregi quanto i difetti.
Inizialmente pubblicato come singolo a sé stante nel mese di settembre 2013, The Island è stato successivamente inserito nell'edizione deluxe digitale di Midnite, terzo album in studio del rapper.

## Video musicale
Il video, diretto da Mirko De Angelis, è stato reso disponibile il 17 settembre, in contemporanea alla pubblicazione del singolo. Esso mostra perlopiù scene in cui i tre rapper e il DJ eseguono il brano vicino a un pick-up in mezzo a una strada deserta.

## Tracce
1. The Island (feat. El Raton & Enigma) – 3:44

## Classifiche
| Classifica (2013) | Posizione massima |
| ----------------- | ----------------- |
| Italia            | 29                |